# Hippocampus reidi
Hippocampus reidi – gatunek ryby igliczniokształtnej z rodziny igliczniowatych (Syngnathidae). Występuje w przybrzeżnych wodach stref umiarkowanych i tropikalnych, w rejonie Karaibów.
Pędzi tryb życia tak jak inne gatunki rodzaju Hippocampus, najczęściej kryje się w wodorostach.
Żywi się planktonem, ikrą i narybkiem. Podczas tańca godowego, trwającego jeden lub dwa dni, partnerzy pływają obok siebie, a kieszeń samca, usytuowana w dolnej części brzucha, nadyma się i przyjmuje około 200 złożonych przez samicę ziaren ikry.